# ممارسات السلامة الجيدة
ممارسات السلامة الجيدة (GSP) هي تلك البروتوكولات التي تتناول موضوع السلامة. وغالبًا ما يُستخدم المصطلح مع السلامة والصحة المهنية (OSH) وقد يختلف بين الصناعات أو القطاعات.